# Palcsó Sándor
Palcsó Sándor (Pécs, 1929. november 8. – 2021. március 4.) kétszeres Liszt Ferenc-díjas (1962, 1971) magyar operaénekes (tenor).

## Életpályája
Szülei: Palcsó László (1889–1951) és Kovács Margit voltak. 1940–1948 között a gyönki Református Gimnázium diákja volt. 1948–1949 között a Pécsi Tudományegyetem Jogtudományi Karának hallgatója volt. 1949-ben származása miatt eltávolították az egyetemről. 1949–1952 között segédmunkás, mezőgazdasági munkás, tisztviselő, gépkocsivezető és katona (1951-1952) volt. 1952–1957 között a Honvéd Művészegyüttes Zeneiskolájában tanult Kis István és Érsek Mária osztályában, és ennek a férfikarnak a szólistája is volt ugyanebben az időben. 1957–1979 között az Operaház magánénekese volt. 1979 óta nyugdíjas. 1980-1986 között szerződéses operaénekes volt. 1991 óta Érden élt.[forrás?]
Életpályája alatt sok új magyar opera ősbemutatóján szerepelt. Sokoldalú énekes, kiváló színészi adottságokkal. Több európai országban volt vendégszereplő. Rádió- és tévéfelvételeket is készített.[forrás?]

## Magánélete
1983-ban házasságot kötött Komár Ildikóval. Két gyermeke van; Sándor (1952–2017) és Ildikó (1985).[forrás?]

## Színházi szerepei
- D'Albert: Hegyek alján....Nando
- Moniuszko: Halka....1-ső nemes

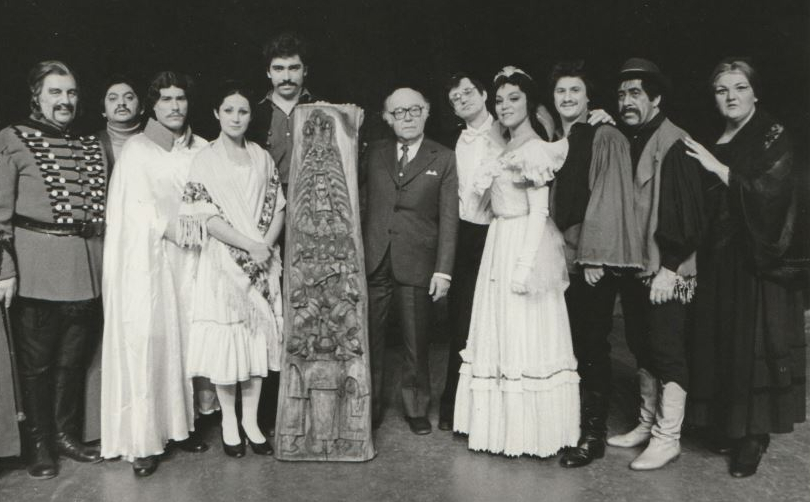
A Vidróczki népopera szereplőivel és alkotóival (balról a harmadik)

- Poldini Ede: Farsangi lakodalom....Egy cifra grófi huszár
- Láng István: Panthelin mester....Agnelet
- Strauss: Salome....Második nazarénus; Heródes
- Puccini: Turandot....Pong; Pang
- Auber: Fra Diavolo....Lorenzo dragonyos kapitány
- Suchon: Örvény....Vőfély
- Haydn: Aki hűtlen, pórul jár....Nencio
- Britten: Albert Herring....Albert Herring
- Verdi: Otello....Cassio
- Ránki György: Pomádé király új ruhája....Jani; Dani
- Wagner: A nürnbergi mesterdalnokok....Dávid
- Puccini: Manon Lescaut....Edmund
- Millöcker: A koldusdiák....Szymon Rimanowski
- Ravel: Pásztoróra....Gonzales
- Milhaud: Francia saláta....Polichinelle
- Erkel Ferenc: Brankovics György....Gergő
- Modeszt Petrovics MuszorgszkijMuszorgszkij: Borisz Godunov....Egy bolond
- Kodály Zoltán: Háry János....Ebelasztin báró
- Gál György Sándor: Gyümölcskosár....
- Debussy: Pelléas és Mélisande....Pelléas
- Strauss: A cigánybáró....Barinkay Sándor
- Berg: Wozzeck....Kapitány
- Orff: Az okos lány....A szamárhajcsár
- Szokolay Sándor: Vérnász....Hold
- Kodály Zoltán: Székely fonó....A gazdag legény
- Sosztakovics: Katyerina Izmajlova....Részeges muzsik
- Verdi: Falstaff....Doktor Cajus
- Mihály András: Együtt és egyedül....Fiú
- Wolf-Ferrari: A négy házsártos....Riccardo gróf
- Johann Strauss: A denevér....Orlofsky herceg
- Weill: Mahagonny....Willy
- Erkel Ferenc: Hunyadi László....V. László
- Strauss: Ariadné Naxos szigetén....Táncmester
- Kacsóh Pongrác: János vitéz....Kukorica Jancsi
- Offenbach: Szép Heléna....Paris
- Erkel Ferenc: Bánk bán....Ottó
- Szokolay Sándor: Hamlet....Hamlet
- Mozart: Szöktetés a szerájból....Pedrillo
- Wagner: A Rajna kincse....Mime; Loge
- Petrovics Emil: Bűn és bűnhődés....Vizsgálóbíró; Diák
- Gershwin: Porgy és Bess....Sporting Life
- Ránki György: Az ember tragédiája....Lucifer
- Richard Strauss: Rózsalovag....Valzacchi
- Wagner: Siegfried....Mime
- Muszorgszkij-Rimszkij-Korszakov: Hovanscsina....Egy írnok
- Berg: Lulu....Alwa
- Szokolay Sándor: Sámson....Thimneus
- Britten: Koldusopera....Macheath kapitány
- Prokofjev: A három narancs szerelmese....Truffaldino
- Monteverdi: Odüsszeusz hazatérése....Irosz
- Beethoven: Fidelio....Jacquino
- Durkó Zsolt: Mózes....Józsué
- Pergolesi: La serva padrona....Vespone
- Pergolesi: Il Maestro di Musica....Súgó
- Dittersdorf: La contadina fedele....Súgó
- Monteverdi: Poppea megkoronázása....Néró
- Janácek: A ravasz rókácska....Iskolamester/Kutya
- Haydn: A patikus....Sempronio
- Verdi: Aida....Hírnök

## Tévéfilmjei
- A palacsintás király (1973)
- Gianni Schicchi (1975)
- Hunyadi László (1977)
- Barrabás (1977)
- Pomádé király új ruhája (1979)
- A montmartre-i ibolya (1988)
- Esküdtszéki tárgyalás (1991)
- A csengő

## Műve
- "Én a pásztorok királya... Palcsó Sándor emlékei" (Bartos Csilla szerkesztésében, 2011)
- "A többi, néma csend." Palcsó Sándor portréja (Bartók Gergely szerkesztésében, 2017)

## Díjai, kitüntetései
- Liszt Ferenc-díj (1962, 1971)
- Érdemes művész (1974)
- Kiváló művész (1980)
- A Magyar Köztársasági Érdemrend tisztikeresztje (1993)
- A Magyar Köztársasági Érdemrend középkeresztje (2010)[5]
- Érd Város Életműdíja (2011)
- A Magyar Állami Operaház örökös tagja (2014)